# Eddy Current Controls
Eddy Current Controls (India) Ltd. ist ein Unternehmen und Hersteller von Kraftfahrzeugen aus Indien.

## Unternehmensgeschichte
Das Unternehmen wurde 1971 in Coimbatore gegründet. 1990 begann die Produktion von Automobilen. Der Markenname lautet Eddy.

## Fahrzeuge
Ein Modell ist der Angel. Dies ist ein viersitziger Kleinstwagen ohne Türen. Ein Ottomotor mit 200 cm³ Hubraum treibt das Fahrzeug an.
Der Love Bird hat einen Elektromotor. Das Fahrzeug hat nach Angaben des Herstellers eine Reichweite von 60 km. Das Fahrgestell besteht aus Stahl und die Karosserie aus Fiberglas. Das Fahrzeug ist bei einem Radstand von 1595 mm 2120 mm lang, 1460 mm breit und 1340 mm hoch.